# Международный кодекс по управлению безопасностью

## Содержание
1. Определение и назначение МКУБ
2. История создания МКУБ
3. Изменения МКУБ
4. Структура МКУБ
5. Документы, выдаваемые Компании и судну по результатам освидетельствования
6. Применение МКУБ Администрациями

## Определение и назначение МКУБ
Международный кодекс по управлению безопасной эксплуатацией судов и предотвращением загрязнения (Международный кодекс по управлению безопасностью (далее – МКУБ, Кодекс)) был принят ИМО Резолюцией А.741(18) и приобрел обязательную силу вследствие вступления в силу 1 июля 1998 года главы IX Конвенции СОЛАС, касающейся управления безопасной эксплуатацией судов.
МКУБ предусматривает Международный стандарт управления безопасной эксплуатацией судов и предотвращением загрязнения.
МКУБ требует, чтобы Компании установили цели в области безопасности, как указано в разделе 1.2 Кодекса, и, кроме того, чтобы Компании разрабатывали, осуществляли и поддерживали систему управления безопасностью (далее - СУБ), которая включает функциональные требования, перечисленные в разделе 1.4 (Функциональные требования к системе управления безопасностью) Кодекса.
Применение МКУБ должно поддерживать и поощрять развитие культуры безопасности в судоходстве. Факторами успеха в развитии культуры, пропагандирующей безопасность и защиту окружающей среды, являются, среди прочего, приверженность делу, моральные ценности, убеждения и четкость системы управления безопасностью.

## История создания МКУБ
Данный Кодекс берёт начало в конце 80-х, когда наблюдалось растущее беспокойство o низком уровне управления в судоходстве. Расследования аварийных случаев выявили огромное количество ошибок, касавшихся управления.
6 марта 1987 года произошло крушение парома «Herald of Free Enterprise». Оно послужило принятию Ассамблеей ИМО 19 ноября 1987 Резолюции А.596(15) «Безопасность пассажирских паромов типа Ро-Ро»‚ которая призвала Комитет по безопасности на море разработать Руководство по управлению судоходной компанией и судном с целью обеспечения безопасной работы пассажирских паромов типа Ро-Ро.

В 1988 году Великобритания ввела для пассажирских судов под её флагом правила S.I.1988 No.1716 The Merchant Shipping (Operations Book) Regulations, которые основаны на двух ключевых принципах:
1. Пассажирские суда должны иметь Руководство – The operations book, содержащее инструкции и информацию для безопасных и эффективных операций;
2. Судовладельцы назначают лицо (известное как Назначенное Лицо на берегу (Designated Person Ashore (далее - DPA)) для осуществления контроля за управлением своими судами и обеспечения надлежащего выполнения требований руководства The operations book.

Эти два принципа легли в основу будущего МКУБ.

19 октября 1989 Принята Резолюция A.647(16) «Руководство по управлению безопасной эксплуатацией судов и предотвращением загрязнения».

6 ноября 1991 Принята Резолюция A.680(17) «Руководство по управлению безопасной эксплуатацией судов и предотвращением загрязнения», которая отменила Резолюцию А.647(16).

04 ноября 1993 Принята Резолюция A.741(18) «Международный кодекс по управлению безопасной эксплуатацией судов и предотвращением загрязнения (Международный кодекс по управлению безопасностью (МКУБ))», которая отменила Резолюцию А.680(17).

28 сентября 1994 года произошло крушение грузопассажирского парома Эстония. В результате чего Совет ЕС принял Правило «Council Regulation (EC) No 3051/95 of 8 December 1995 on the safety management of roll-on/roll-off passenger ferries (ro-ro ferries)».
С 1 июля 1996 года данное Правило сделало обязательным применение МКУБ для морских грузопассажирских судов, заходящих в порты ЕС на регулярной основе.

1 июля 1998 года принята глава IX Конвенции СОЛАС «Управление безопасной эксплуатацией судов», которая регламентировала обеспечение обязательного соответствия требованиям МКУБ для стран-участниц Конвенции, для различных типов судов к определенным срокам, а именно:
- для пассажирских судов, включая пассажирские высокоскоростные суда, – не позднее 1 июля 1998 года;
- для нефтяных танкеров, танкеров-химовозов, газовозов, навалочных судов и грузовых высокоскоростных судов вместимостью 500 и более – не позднее 1 июля 1998 года;
- для остальных грузовых судов валовой вместимостью 500 и более, а также передвижных буровых установок – не позднее 1 июля 2002 года.

Данная глава не применяется к государственным судам, эксплуатируемым в некоммерческих целях.

## Изменения МКУБ
- 5 декабря 2000 года Кодекс был дополнен Резолюцией MSC.104(73)[6] «Одобрение поправок к Международному кодексу по управлению безопасностью (МКУБ)».

1 июля 2002 года эти поправки вступили в силу.
- 10 декабря 2004 года Кодекс был изменён Резолюцией MSC.179(79)[7] «Поправки к Международному кодексу по управлению безопасной эксплуатацией судов и предотвращением загрязнения (Международный кодекс по управлению безопасностью (МКУБ))».

1 июля 2006 года эти изменения вступили в силу.
- 20 мая 2005 года Кодекс был изменён Резолюцией MSC.195(80)[8] «Поправки к Международному кодексу по управлению безопасной эксплуатацией судов и предотвращением загрязнения (Международный кодекс по управлению безопасностью (МКУБ))».

1 января 2009 года поправки вступили в силу.
- 4 декабря 2008 года Кодекс был изменён Резолюцией MSC.273(85)[9] «Одобрение поправок к Международному кодексу по управлению безопасной эксплуатацией судов и предотвращением загрязнения (Международный кодекс по управлению безопасностью (МКУБ))».

1 января 2010 года эта резолюция была принята.
1 июля 2010 года поправки вступили в силу.
- 21 июня 2013 года Кодекс был изменён Резолюцией MSC.353(92)[10] «Поправки к Международному кодексу по управлению безопасной эксплуатацией судов и предотвращением загрязнения (Международный кодекс по управлению безопасностью (МКУБ))».

1 января 2015 года поправки вступили в силу.

## Структура МКУБ
| Преамбула                                                            | Preamble                                                                         |
| Часть А. Внедрение                                                   | Part A. Implementation                                                           |
| 1. Общие положения                                                   | 1. General                                                                       |
| 1.1 Определения                                                      | 1.1 Definitions                                                                  |
| 1.2 Цели                                                             | 1.2 Objectives                                                                   |
| 1.3 Применение                                                       | 1.3 Application                                                                  |
| 1.4 Функциональные требования к системе управления безопасностью     | 1.4 Functional requirements for a safety management system                       |
| 2. Политика в области безопасности и защиты окружающей среды         | 2. Safety and environmental protection policy                                    |
| 3. Ответственность и полномочия компании                             | 3. Company responsibilities and authority                                        |
| 4. Назначенное лицо(-а)                                              | 4. Designated person(s)                                                          |
| 5. Ответственность и полномочия капитана                             | 5. Master's responsibility and authority                                         |
| 6. Ресурсы и персонал                                                | 6. Resources and personnel                                                       |
| 7. Судовые операции                                                  | 7. Shipboard operations                                                          |
| 8. Готовность к аварийным ситуациям                                  | 8. Emergency preparedness                                                        |
| 9. Доклады о несоответствиях, несчастных случаях и опасных ситуациях | 9. Reports and analysis of non-conformities, accidents and hazardous occurrences |
| 10. Техническое обслуживание и ремонт судна и оборудования           | 10. Maintenance of the ship and equipment                                        |
| 11. Документация                                                     | 11. Documentation                                                                |
| 12. Проверка, анализ и оценка, осуществляемая компанией              | 12. Company verification, review and evaluation                                  |
| Часть B. Сертификация и освидетельствование                          | Part B. Certification and verification                                           |
| 13. Сертификация и периодическое освидетельствование                 | 13. Certification and periodical verification                                    |
| 14. Сертификация на временные документы                              | 14. Interim certification                                                        |
| 15. Освидетельствование                                              | 15. Verification                                                                 |
| 16. Формы свидетельств                                               | 16. Forms of certificates                                                        |
| Приложение                                                           | Appendix                                                                         |

## Документы, выдаваемые Компании и судну по результатам освидетельствования
Документ о Соответствии (ДСК) / Document of Compliance (DOC) – документ, выдаваемый Компании, отвечающей требованиям настоящего Кодекса на срок, оговоренный Администрацией, который не должен превышать 5 лет. Такой документ должен приниматься как подтверждение того, что Компания может выполнять требования Кодекса.
Действительность ДСК подлежит ежегодной проверке Администрацией или Признанной Организацией, или Администрацией другого Договаривающегося Правительства в пределах трех месяцев до или после ежегодной даты.
Временный ДСК / Interim DOC – может выдаваться для облегчения первоначального внедрения настоящего Кодекса в следующих случаях:
1.    Компания является новообразованной; или
2.    к существующему ДСК должны быть добавлены новые типы судов после проверки того, что Компания имеет систему управления безопасностью, отвечающую целям, указанным в п. 1.2.3 настоящего Кодекса, при условии, что Компания продемонстрирует планы внедрения системы управления безопасностью, отвечающей всем требованиям настоящего Кодекса в срок действия Временного Документа о соответствии.
Временный ДСК должен выдаваться на срок не более 12 месяцев.
Свидетельство об Управлении Безопасностью (СвУБ) / Safety Management Certificate (SMC) – документ, выдаваемый на судно и удостоверяющий, что Компания и её управление судном осуществляется в соответствии с одобренной системой управления безопасностью. Такое Свидетельство должно приниматься как подтверждение того, что судно соответствует требованиям настоящего Кодекса.
СвУБ должно выдаваться на срок, не превышающий 5 лет.
Для подтверждения действительности СвУБ Администрацией или Признанной Организацией, или другим Договаривающимся Правительством должно проводиться не менее одного промежуточного освидетельствования. Если должно проводиться только одно промежуточное освидетельствование, и срок действия СвУБ составляет 5 лет, оно должно проводиться между второй и третьей ежегодной датой выдачи СвУБ.
Временное СвУБ / Interim SMC – может быть выдано:
1.    новым судам, поступающим в Компанию;
2.    когда Компания принимает ответственность за эксплуатацию судна, которое для Компании является новым; или
3.    когда судно меняет флаг.
Временное СвУБ должно выдаваться на срок не более 6 месяцев.

## Применение МКУБ Администрациями
Для единообразного применения МКУБ Администрациями, Признанными Организациями или другим Договаривающимся Правительством, а также проведения освидетельствований ИМО приняла «Руководство по осуществлению МКУБ Администрациями 2023 года» (ИМО Резолюция А.1188(33)) принята 6 декабря 2023 года (перевыпущена 5 марта 2024 года с редакционными изменениями от 2 января 2024 года).
В данное Руководство для Администраций Комитетом по безопасности на море (MSC) и Комитетом по защите морской среды (MEPC) периодически вносятся поправки с учётом накопленного опыта применения. Первая версия Руководства по осуществлению МКУБ Администрациями была принята 23 ноября 1995 года Резолюцией ИМО A.788(19). Позднее оно переиздавалось несколько раз: A.1071(28), A.1118(30), A.1188(33).